# Judy Hopps
Pour les articles homonymes, voir Judy, Judith et Hopps.
Judith Laverne Hopps, dite Judy Hopps, est un personnage de fiction qui est apparu pour la première fois dans le 55e Classique d'animation des studios Disney, Zootopie. Elle est interprétée en version originale (anglais) par Ginnifer Goodwin et doublée par Marie-Eugénie Maréchal en français, ainsi que par Mylène Mackay en français canadien.
C'est une lapine anthropomorphe.

## Conception

### Concept et origines
En 2013, après que Judy Hopps ait été ajoutée au scénario, Disney la décrit en tant que personnage principale dans le synopsis de Zootopie publié à la suite de la conférence de l'exposition D23 qui a présenté le film, :

« Dans la ville animale de Zootopie, un renard baratineur qui essaie de faire les choses en grand s'enfuit quand il est piégé pour un crime qu'il n'a pas commis. La policière no 1 de Zootopie, une lapine bien-pensante, est à ses trousses, mais quand tous les deux deviennent les cibles d'une conspiration,  ils sont forcés de faire équipe et de découvrir que même des ennemis naturels peuvent devenir les meilleurs amis. »

### Doublage américain

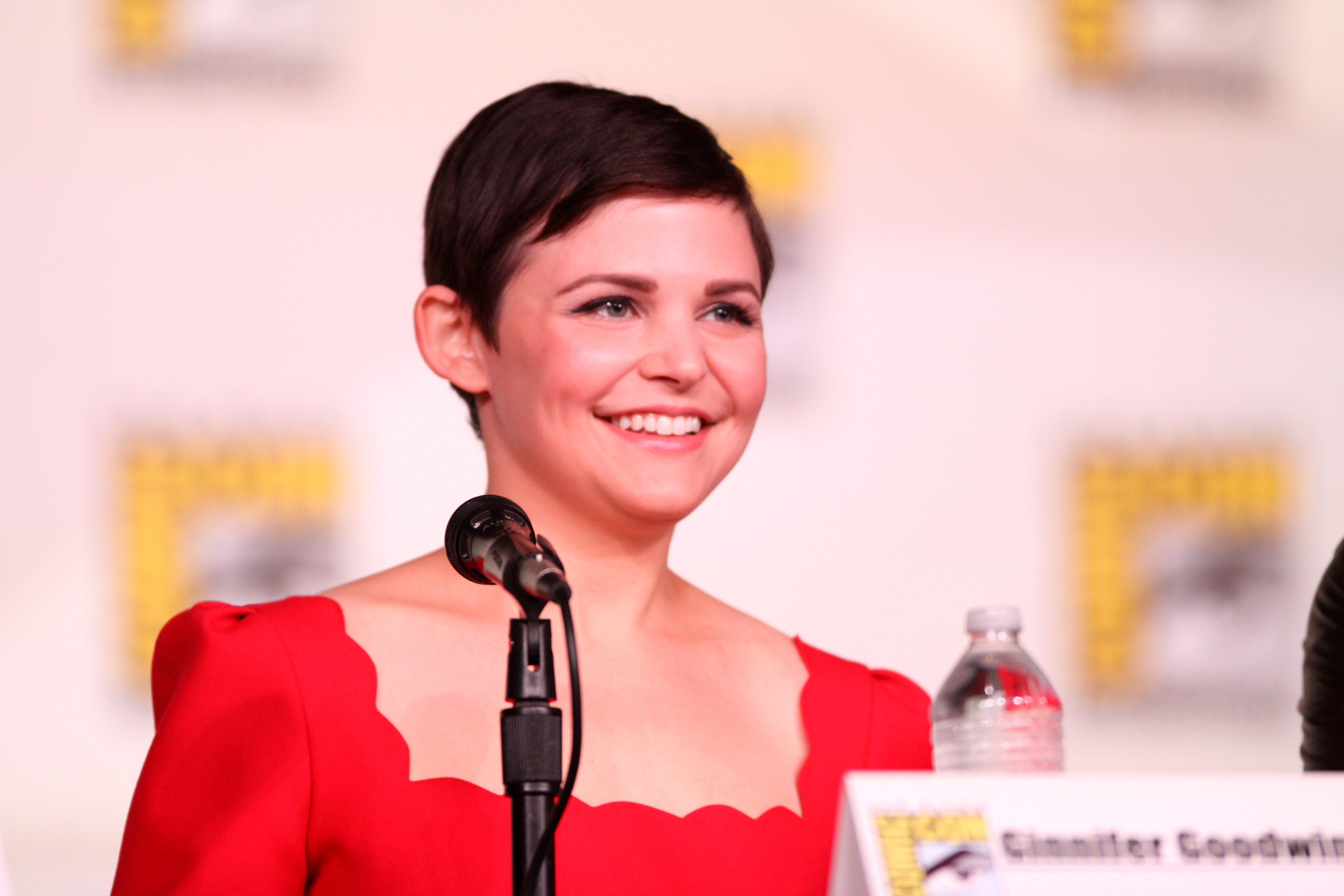
Ginnifer Goodwin a été choisie pour la voix originale de Judy Hopps.

Le 6 mai 2015, Ginnifer Goodwin et Jason Bateman ont annoncé avoir été choisis pour les rôles respectifs du lieutenant Judy Hopps et de Nick Wilde.
À propos du choix de Goodwin, le réalisateur Rich Moore déclare qu'elle apportait « une douceur très centrée, un cœur énorme et un grand sens de l'humour » ; il compare Judy à « une petite Pollyanna mélangée avec Furiosa ». Goodwin déclare au sujet de son personnage : « Les gens confondent la gentillesse pour de la naïveté ou de la stupidité, et c'est une bonne fille parfaite. Mais ce n'est pas une lapine stupide,. »
Della Saba est la voix originale de Judy Hopps enfant.

### Doublage français
Le doublage de Judy Hopps en français est assuré par l'actrice Marie-Eugénie Maréchal. Au Canada, c'est Mylène Mackay qui double le personnage.

### Apparence et caractérisation
Alors que le scénario évoluait, la personnalité de Judy Hopps est devenue plus optimiste et naïve, influençant par là même son apparence. Selon le directeur artistique des personnages, Cory Loftis, le plus gros défi a été de la rendre robuste alors que les lapins sont « mignons, doux et adorables », ce qui s'est principalement traduit par des bras et des cuisses plus massifs que pour un lapin réel. Mais contrairement à d'autres personnages, le processus de conception du personnage a été relativement facile puisque sa personnalité a été trouvée assez tôt et n'a nécessité que quelques retouches par la suite. Ainsi, le modèle de Judy Hopps comporte un « derrière plus important que le buste ».
Judy Hopps est une lapine optimiste originaire de Lapinville qui est la nouvelle recrue de la police de Zootopie (Zootopia Police Department) assignée au commissariat central. Elle rêvait depuis son enfance de devenir la première lapine policière de Zootopie pour « rendre le monde meilleur ».

## Apparitions

### Films
- Zootopie (2016)
- Ralph 2.0 (2018)
- Zootopie 2 (sortie prévue fin 2025)

### Séries audiovisuelles
- Zootopie+ (Disney+, 2022)

### Autres apparitions

#### Jeux vidéos
- Disney Infinity 3.0 (2016)
- Zootopie Scènes de Crimes (2016)
- Disney Heroes: Battle Mode (2018)

#### Parcs à thème
Au printemps 2016, Judy Hopps fit son apparition dans la parade Move It! Shake It! Dance & Play It! au parc Magic Kingdom en Floride,.

## Réception critique
Judy Hopps a reçu un accueil critique positif. Elle a notamment été remarquée par Rosa Prince du Telegraph pour son éloignement des princesses de Disney alors que l'entreprise est critiquée sur le côté « eau-de-rose », voire « insidieusement sexiste » de ses héroïnes. Ainsi, à la fin de Zootopie, Nick finit comme collègue de Judy et non pas comme mari. Plusieurs médias ont aussi salué le fait que Judy est davantage concentrée sur ses rêves de carrière au sein de la police que sur la recherche d'un prince charmant,.

## Interprètes
| Langue               | Voix jeune         | Voix adulte                        | Sources |
| -------------------- | ------------------ | ---------------------------------- | ------- |
| Albanais             |                    | Suela Xhonuzi (sq)                 | [ 16 ]  |
| Anglais (originale)  | Della Saba         | Ginnifer Goodwin                   | ,       |
| Allemand             | Valentina Bonalana | Josefine Preuß                     | ,       |
| Arabe                | Amani Mohammad     | Mariam El-Khosht                   | ,       |
| Bulgare              |                    | Poli Guénova                       | [ 16 ]  |
| Cantonais            | Wong Zi-Kiu        | Joey Yung                          | ,       |
| Catalan              | Raquel Dalmases    | Paula Ribó (es)                    | ,       |
| Coréen               | Choi Bo-Bae        | Jeon Hae-Ri (ko)                   | ,       |
| Croate               | Eva Japundžić      | Martina Čvek                       | ,       |
| Danois               | Vega Nana Mehrsen  | Özlem Saglanmak                    | ,       |
| Espagnol castillan   | Paula Coria        | Paula Ribó (es)                    | ,       |
| Espagnol d'Amérique  | Andrea Gómez Árias | Romina Marroquín Payró             | ,       |
| Estonien             | Nora Aule          | Liis Lindmaa (en)                  | ,       |
| Finnois              | Saana Norra        | Iina Kuustonen (en)                | [ 26 ]  |
| Flamand              | Lotte Heuten       | Cathy Petit                        | ,       |
| Français (France)    | Clara Quilichini   | Marie-Eugénie Maréchal             | ,       |
| Français (Québec)    | Marine Guérin      | Mylène Mackay                      | ,       |
| Grec                 |                    | Ioánna Mihalá                      | ,       |
| Hébreux              |                    | Einat Azulay                       | ,       |
| Hindi                | Shalini Sridhar    | Neshma Chemburkar                  | ,       |
| Hongrois             | Lili Károlyi       | Csifó Dorina (hu)                  | ,       |
| Islandais            | Emilía Bergsdóttir | Sigríður Eyrún Friðriksdóttir (is) | ,       |
| Italien              | Luna Iansante      | Ilaria Latini                      | ,       |
| Japonais             | Inaba Hazuki       | Aya Ueto                           | ,       |
| Lituanien            |                    | Judita Urnikyte                    | [ 16 ]  |
| Mandarin (Chine)     |                    | Jì Guān-Lín                        | [ 16 ]  |
| Mandarin (Taïwan)    |                    | Jolin Tsai / Cài Yī-Lín            | ,       |
| Néerlandais          |                    | Leonoor Koster                     | [ 16 ]  |
| Norvégien            |                    | Sofie Bjerketvedt                  | [ 16 ]  |
| Persan               |                    | Darya Mohammadzadeh                | [ 16 ]  |
| Polonais             |                    | Julia Kamińska                     | [ 16 ]  |
| Portugais (Brésil)   |                    | Mônica Iozzi                       | [ 16 ]  |
| Portugais (Portugal) |                    | Maria Camões                       | [ 16 ]  |
| Roumain              |                    | Sânziana Tarţa                     | [ 16 ]  |
| Russe                | Vasilisa Eldarova  | Mariya Ivakova                     | [ 16 ]  |
| Serbe                |                    | Tamara Dragičević                  | [ 16 ]  |
| Slovaque             |                    | Dominika Žiaranová                 | [ 16 ]  |
| Slovène              |                    | Lija Pečnikar                      | [ 16 ]  |
| Suédois              |                    | Hilda Henze                        | [ 16 ]  |
| Thaï                 |                    | Nopphawan Hemabut                  | [ 16 ]  |
| Tchèque              |                    | Tereza Martinková                  | [ 16 ]  |
| Turc                 |                    | Aysun Topar                        | [ 16 ]  |
| Ukrainien            |                    | Maryna Loktionova                  | [ 16 ]  |
| Vietnamien           |                    | Võ Hạ Trâm                         | [ 16 ]  |

## Distinctions
Pour un article plus général, voir Liste des distinctions reçues par Zootopie.
| Prix                                          | Date de la cérémonie | Catégorie                              | Récipiendaire(s) et nommé(s)      | Résultat   | Ref.   |
| --------------------------------------------- | -------------------- | -------------------------------------- | --------------------------------- | ---------- | ------ |
| Alliance of Women Film Journalists            | 21 décembre 2016     | Meilleur personnage féminin animé      | Ginnifer Goodwin                  | Lauréat    | ,      |
| Kids' Choice Awards                           | 11 mars 2017         | Ennamis préférés                       | Jason Bateman et Ginnifer Goodwin | Lauréat    | [ 41 ] |
| People's Choice Awards                        | 18 janvier 2017      | Voix préférée dans un film d'animation | Ginnifer Goodwin                  | Nomination | [ 42 ] |
| Washington D.C. Area Film Critics Association | 5 décembre 2016      | Meilleure performance vocale           | Ginnifer Goodwin                  | Nomination | [ 43 ] |